# Mio Technology
Mio Technology is een Taiwanese fabrikant van mobiele communicatieapparatuur als pocket pc's, pda's, smartphones en gps-navigatiesystemen (PND's) en speelt met haar producten in op de trend van een "Mobile Lifestyle". Mio Technology heeft vestigingen in Taiwan, China, Japan, de Verenigde Staten en Europa. De producten van Mio Technology zijn nu in heel Europa verkrijgbaar, via zowel specialistische verkoopkanalen als algemene verkoopkanalen en het internet. Het belangrijkste merk is Mio DigiWalker.
Het productenassortiment van Mio, dat tegenwoordig bestaat uit persoonlijke navigatieapparaten (PND's), pda-gps-toestellen, gps-pda-telefoontoestellen en DMB (Digital Media Broadcasting)-navigatie (beschikbaar in Korea), is bedoeld om gebruikers in alle vrijheid te laten genieten van de mobiele revolutie op het vlak van reizen, entertainment, recreatie, informatie en professionele dienstverlening.
Uit cijfers van Canalys over het eerste kwartaal van 2006 blijkt dat Mio Technology in de EMEA-zone (Europa, Midden-Oosten en Afrika) de op twee na grootste verkoper van mobiele satellietnavigatieapparaten met geïntegreerde gps-ontvangers is. In dat kwartaal werd een groei van 48 % genoteerd ten opzichte van dezelfde periode in 2005. De onderneming was in 2006 ook de op een na grootste verkoper van handheld-apparaten in de EMEA-zone met een marktaandeel van 12,5 % - wat 3,4 % beter is dan in dezelfde periode in 2005. Mio Technology biedt wereldwijd werk aan 2000 mensen, van wie meer dan 1200 personeelsleden zich met onderzoek en ontwikkeling bezighouden. Het hoofdkantoor voor de Europese activiteiten van de onderneming is in België gevestigd.